# Alí Reza Pahlaví (I)
Alí Reza Pahlaví (1 de marzo de 1922 - 17 de octubre de 1954) fue el segundo hijo varón del Sah Reza Pahlaví y el hermano de Mohammad Reza Pahleví. Ostentó el título de Shahpur (Príncipe).

## Biografía
Estudió Ciencias Políticas en la Universidad de Harvard.
Siguiendo la deposición y el destierro de Reza Shah, Alí Reza acompañó a su padre hacia su destierro en Mauricio, y luego en Johannesburgo, África del Sur. Se casó con Christiane Chowleski en París en 1946, y tuvieron un hijo al que llamaron con el nombre de Alí Patrick Pahlaví (también conocido como “Príncipe Alí”, nacido el 1 de septiembre de 1947). Alí Reza falleció el 17 de octubre de 1954 debido a un accidente de aeroplano en los Montes Elburz.

## Títulos y tratamientos
Esta tabla aún no está actualizada. Puedes contribuir aportando información sobre títulos y tratamientos de esta persona.

## Distinciones honoríficas

### Distinciones honoríficas iraníes
- Caballero Gran Cordón de la Orden de Pahlaví.
- Caballero de Primera Clase de la Orden del Mérito Militar (1937).
- Caballero de Segunda Clase de la Orden del Mérito Militar (1937).
- Caballero de Primera Clase de la Orden de la Gloria (1937).

### Distinciones honoríficas extranjeras
- Caballero Gran Cordón de la Suprema Orden del Renacimiento (Reino Hachemita de Jordania, 28/02/1949).
- Miembro de Primera Clase de la Orden del Sol Supremo (Reino de Afganistán).[3]